# Carlos Trucco
Carlos Trucco (8 d'agost de 1957) és un exfutbolista bolivià.

## Selecció de Bolívia
Va formar part de l'equip bolivià a la Copa del Món de 1994.